# حسيك مرتفع
حسيك مرتفع (الاسم العلمي: Arrhenatherum elatius) هو نوع نباتي يتبع جنس الحسيك من فصيلة النجيلية.

## الموئل والانتشار
موطنه الأصلي حوض البحر الأبيض المتوسط في بلاد الشام والمغرب العربي وكل أوروبا والقوقاز.

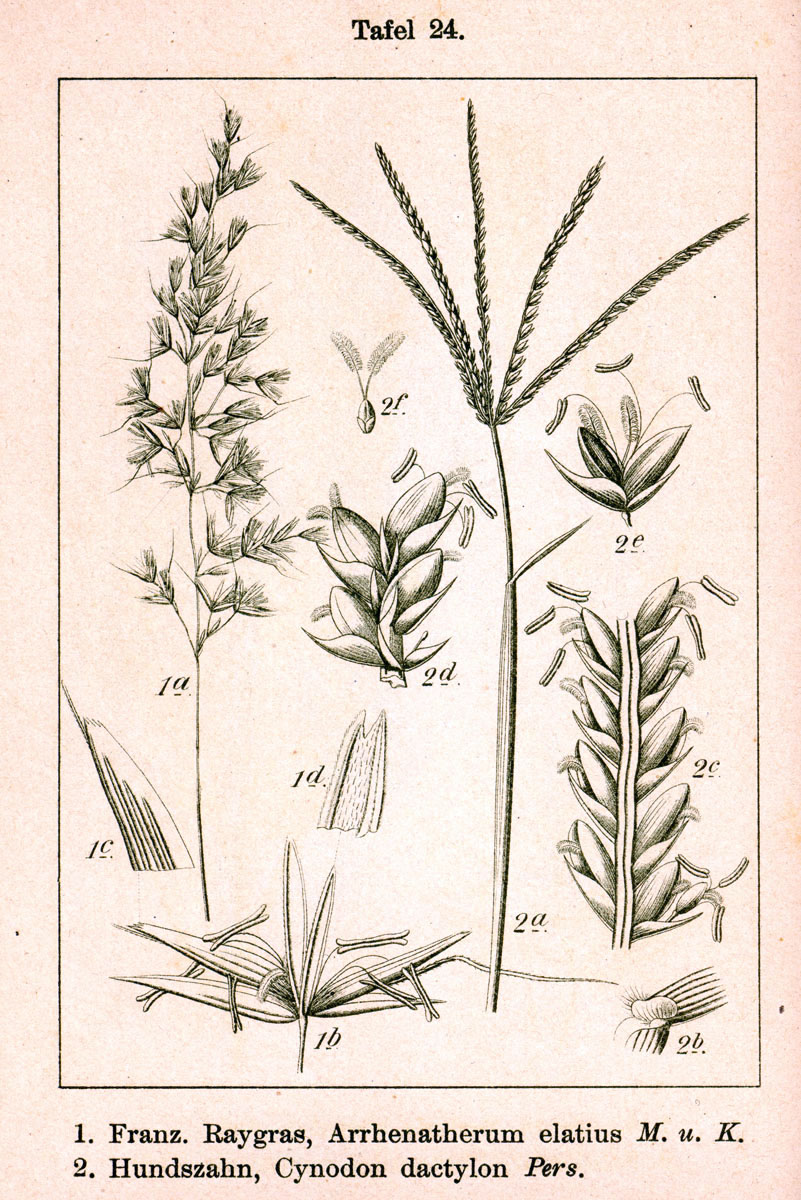
أقسام النبات